# گیم‌تک
شرکت گیم تِک (به انگلیسی: GameTek) یکی از شرکت‌های معروف بازی سازی در قرن بیستم میلادی بود. این شرکت در سال ۱۹۸۷ و بعنوان یکی از زیرمجموعه‌های شرکت I.J.E. تأسیس گردید و در طی ۱۱ سال فعالیت، بیش از ۸۰ نرم‌افزار و بازی رایانه‌ای تولید و به بازار عرضه نمود.

## زمینه فعالیت
این شرکت بر روی کنسول‌های نینتندو، سونی و سیستم‌های کامپیوتر خانگی (کمودور ۶۴، اسپکتروم و آمیگا) فعالیت می‌کرد.

## بازی‌ها
۱۹۸۷
- - ژئوپاردی (NES)

۱۹۸۸
- - سوپر پسورد (اپل ۲، کمودور ۶۴، داس)
  - شهامت دوبل (کمودور ۶۴، NES، داس)
  - میدانهای هالیوود (کمودور ۶۴، NES، داس)

## پایان کار
شرکت گیم تِک در اوایل سال ۱۹۹۷ میلادی با بحران شدید مالی روبرو شد. در همان سال مقدار زیادی از دارائی‌هایش به شرکت بازی سازی تیک-تو اینتراکتیو واگذار گردید؛ و در نهایت در تاریخ ۲۸ ژوئیه ۱۹۹۸ این شرکت اعلام ورشکستگی نموده و برای همیشه تعطیل شد.